# Большое пешеходное кольцо (Саратов)
Большое пешеходное кольцо — строящаяся пешеходная зона в городе Саратове, протяженностью 11 километров. Кольцо проходит по ул. 2-й Садовой от набережной до ул. Рахова, по ул. Рахова до ул. Большой Горной, по ул. Большой Горной до ул. Астраханской, по ул. Астраханской до ул. Большой Садовой, с выходом на набережную. Его создание инициировал Председатель Государственной Думы Вячеслав Володин.

## История
10 декабря 2021 года, после завершения создания самой длинной пешеходной зоны в Европе, протяженностью 8 километров, которая была построена по инициативе жителей города и поддержке Вячеслава Володина, Председатель Государственной Думы анонсировал создание Большого пешеходного кольца.
Большое пешеходное кольцо включает в себя следующие улицы:
- Ул. 2-я Садовая (от набережной до ул. Рахова, включая сквер Борцам Революции 1905 года);
- Ул. Рахова (от ул. 2-й Садовой до ул. Большой Горной);
- Ул. Большая Горная (от ул. Рахова до ул. Астраханской);
- Ул. Астраханская (от ул. Большой Горной до ул. Большой Садовой, включая сквер Железнодорожников);
- Ул. Большая Садовая (от ул. Астраханской до набережной).
- Набережная

В целом протяженность новой пешеходной зоны составит около 11 километров.

## Этапы реализации
В июле 2022 года завершились работы на бульваре Рахова. Это участок от ул. Кутякова до ул. Большой Горной. Реконструкция бульвара до ул. Кутякова была произведена в 2017 году в рамках создания 8-километрового пешеходного кольца. Тогда полностью заменили пешеходную дорожку, асфальт, бордюры. Отремонтировали детские и игровые площадки. Проведены были уходовые мероприятия за зелеными насаждениями. Также полностью обновили уличное освещение.
Для велосипедистов обустроили отдельную велодорожку. Появились места для прогулок с домашними питомцами. Помимо отдельной дорожки для собак, появилась площадка для их тренировок и игр. Для удобства жителей также заменили скамейки. Добавили и урны для поддержания чистоты.
В августе 2022 года шли работы по реконструкции ул. Большой Горной.

## Фотографии

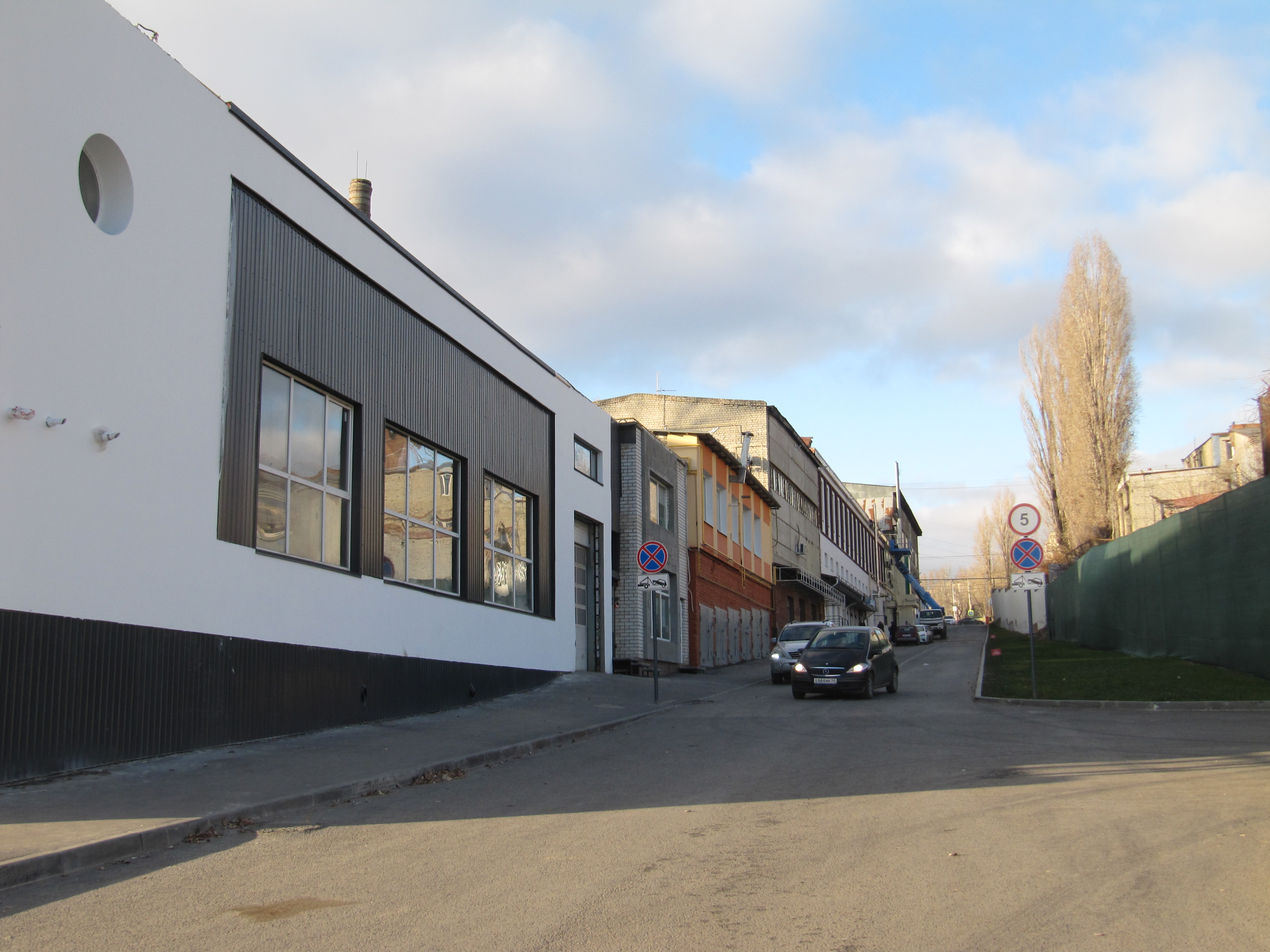
Улица 2ая Садовая, вид от набережной
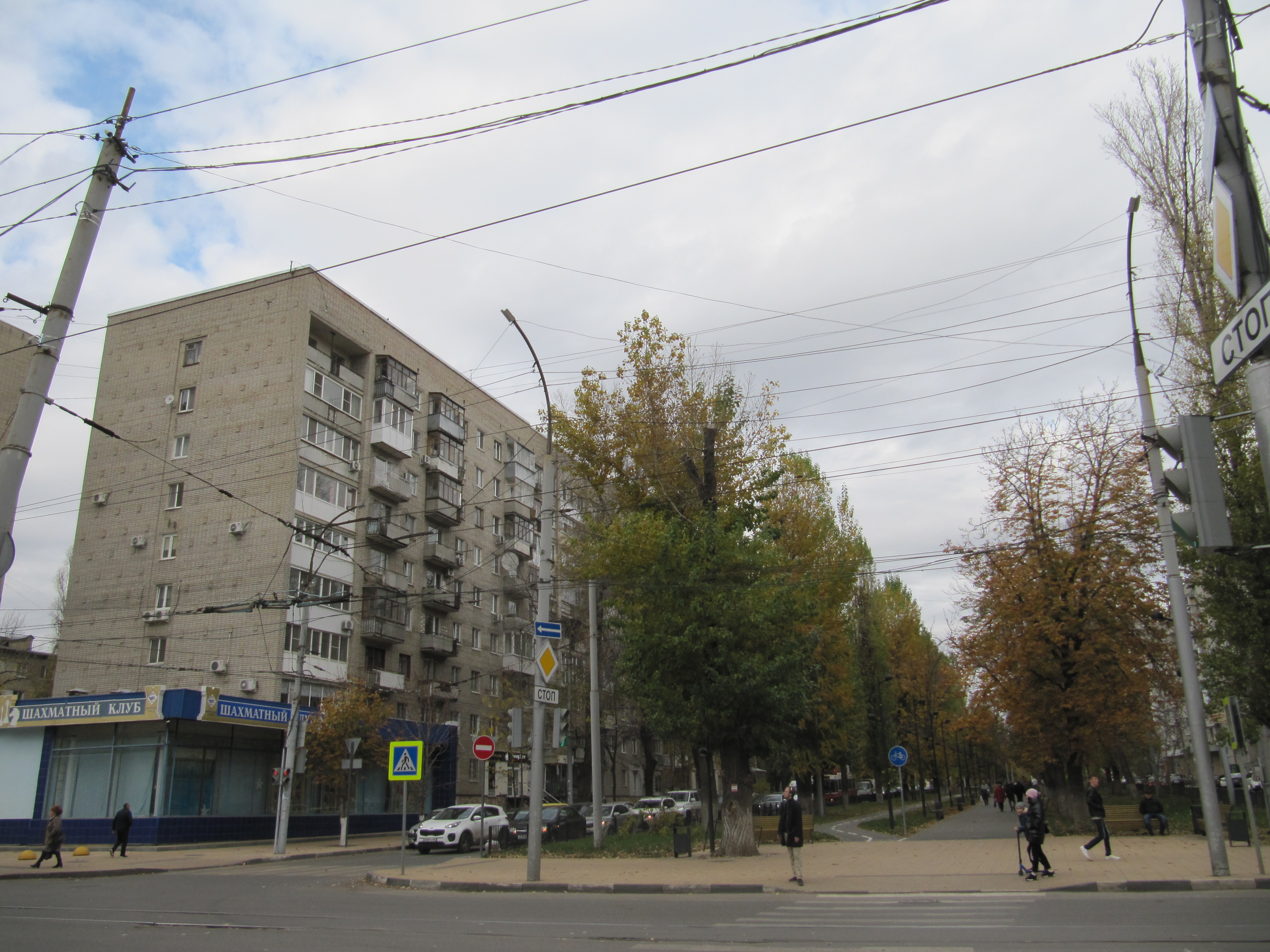
Улица Рахова, угол ул. Советская
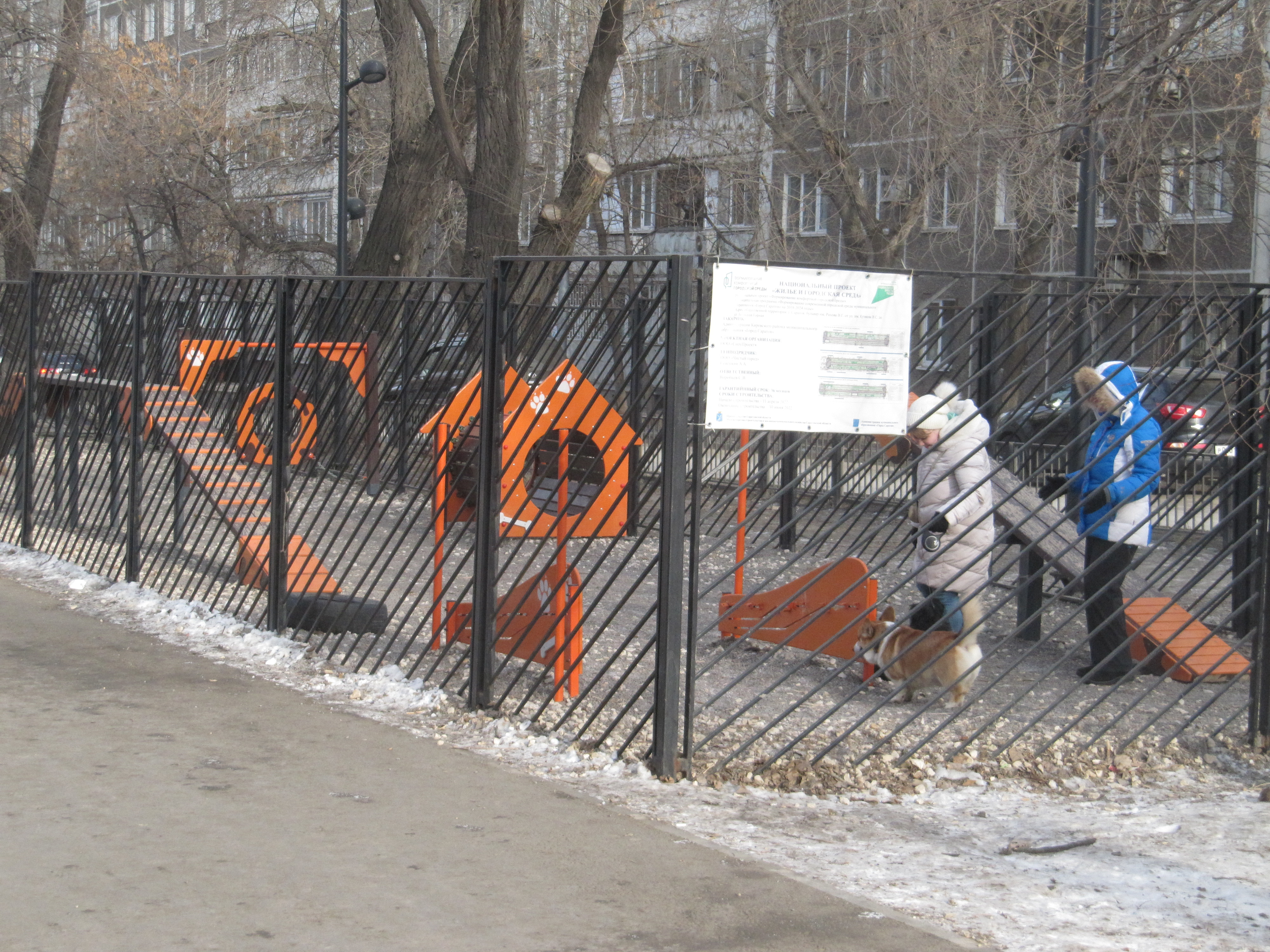
Площадка для собак на улице Рахова
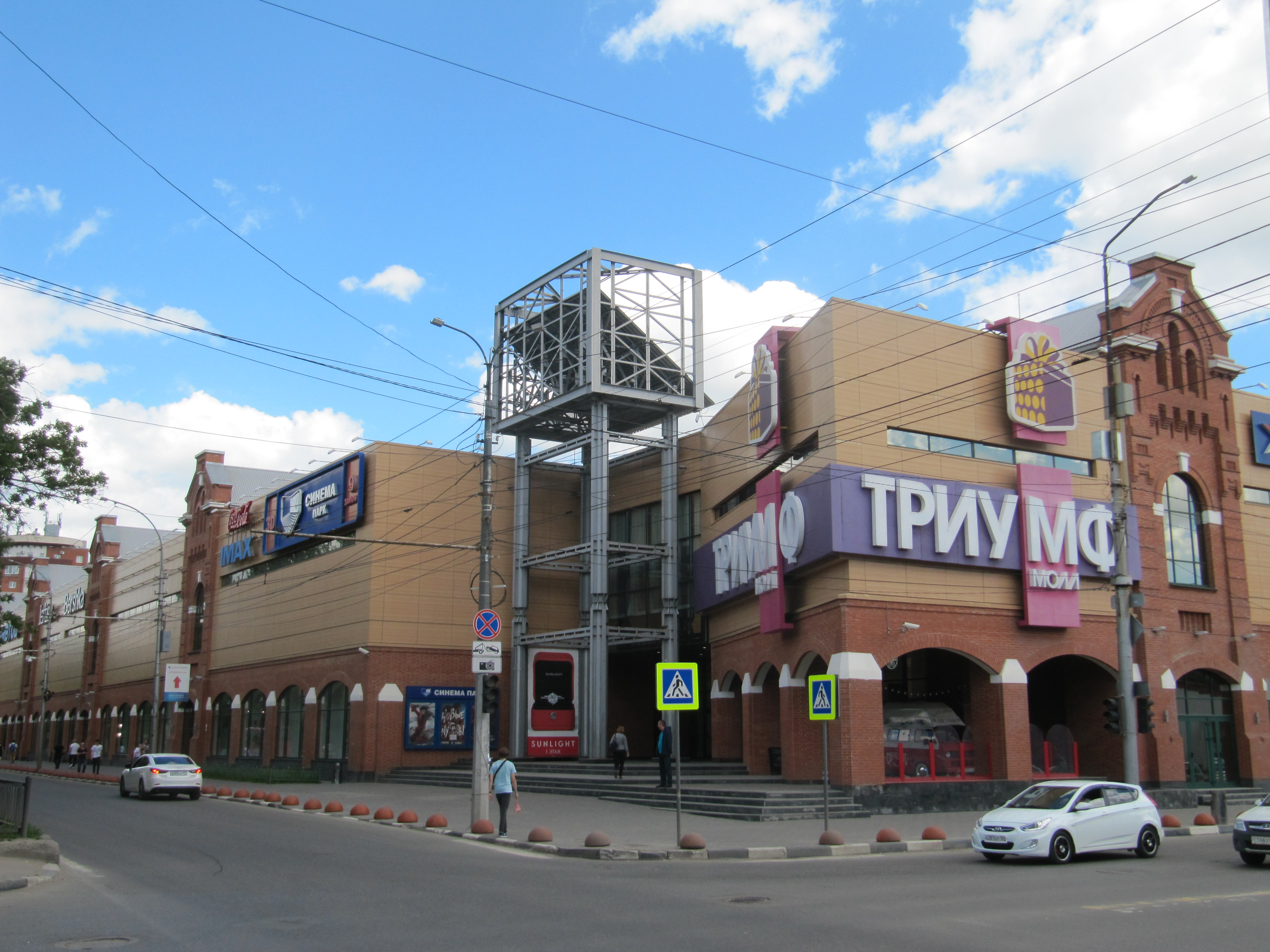
Триумф молл, ул. Астраханская
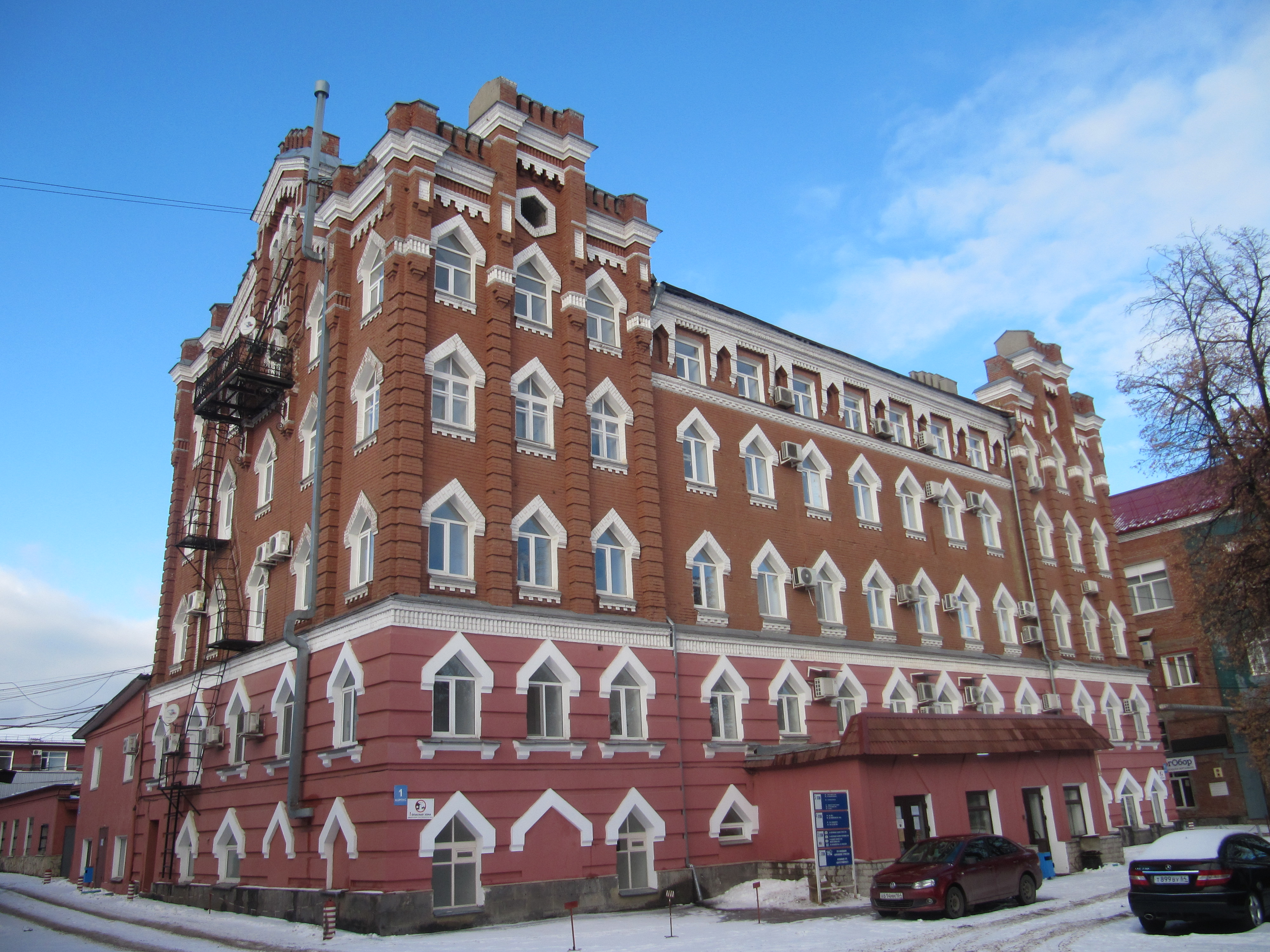
Улица Астраханская 43 корпус 1
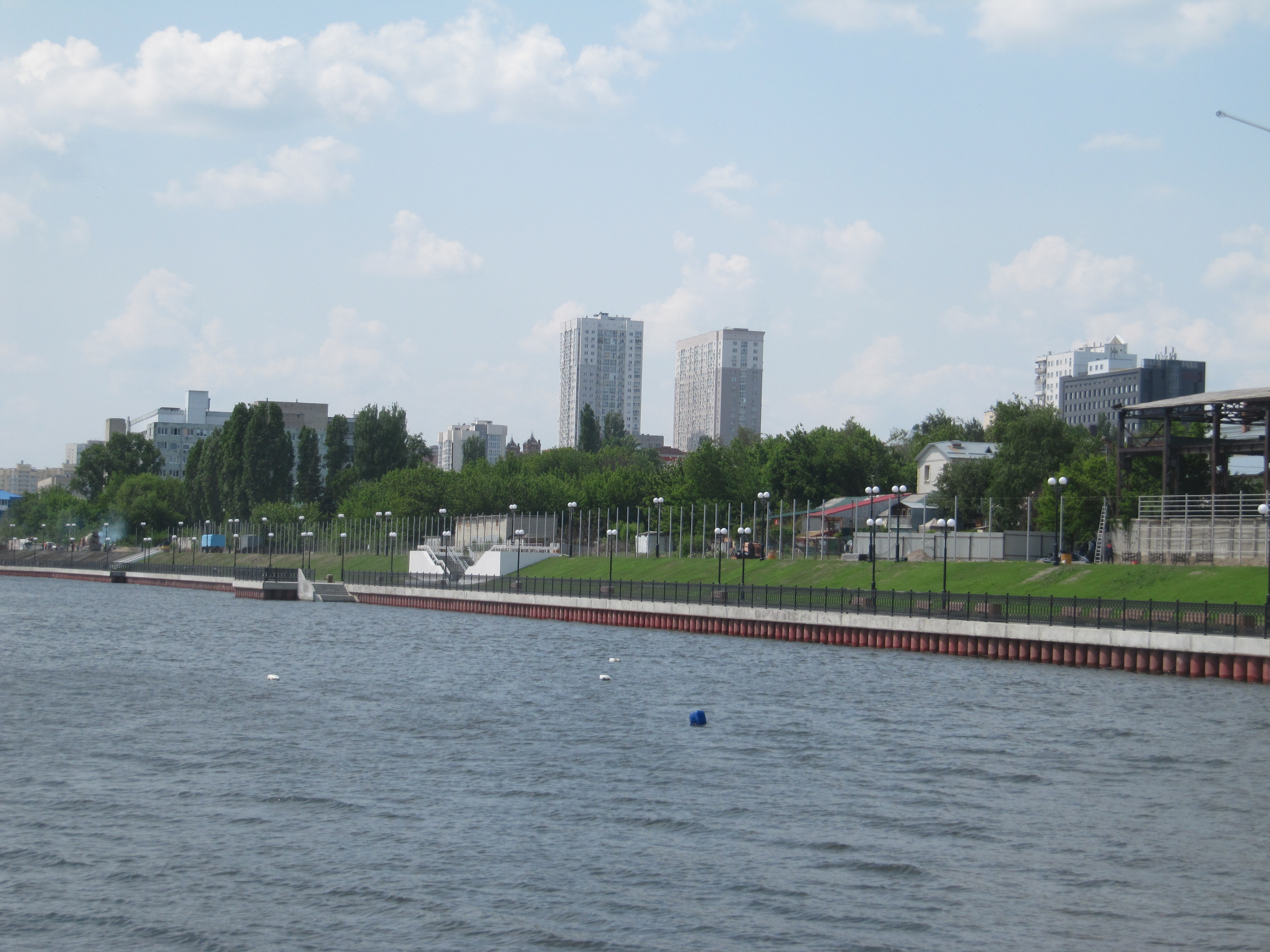
Набережная: новая часть ещё строится